# Benjamin Hall
Pour les articles homonymes, voir Hall.
Benjamin Hall (8 novembre 1802 – 27 avril 1867), 1er baron Llanover, est un ingénieur civil et un homme politique britannique.

## Biographie
Fils d'un industriel ferronnier du même nom, il devient député pour la ville de Monmouth (pays de Galles) en 1832 et conserve ce siège pendant 5 ans. Il aide à la révision de 1831 des « Truck Acts » (une législation tentant de limiter les droits des employeurs quant au paiement des gages de leurs employés). Il fait campagne contre les abus quant aux dépenses pour les élections parlementaires et se fait le champion des droits des Gallois d'avoir des services religieux dans leur langue. Il s'engage aussi dans une controverse contre les évêques de l'Église d'Angleterre au sujet de l'état de celle-ci en pays de Galles, et attaque l'exploitation honteuse des revenus de l'Église, tout en se plaignant d'un népotisme incontrôlé.
Créé baronnet en 1838, il introduit en 1855 une loi du Parlement qui établit le Bureau des travaux métropolitains et dont il devient le premier commissaire en chef attaché aux travaux, ce qui lui permet d'imposer de nombreuses améliorations environnementales ou sanitaires à Londres. Il supervise les dernières étapes de la reconstruction du Parlement du Royaume-Uni, ce qui inclut l'installation des 13,5 tonnes de « Big Ben » dans la Tour de l'Horloge. C'est en raison de sa grande taille, que de nombreux auteurs lui attribuent l'origine du surnom de la cloche (« Le Grand Ben »).
Il entre à la Chambre des lords en 1859 sous le gouvernement du Premier ministre Henry John Temple en tant que baron Llanover.
C'est à travers son épouse Augusta Hall, qu'il hérite des terres de Llanover dans le Monmouthshire, et est créé baron Llanover, de Llanover et Abercarn dans le comté de Monmouth, en 1859.